# Gran Premio Cantones de La Coruña 2013
Gran Premio Cantones de La Coruña 2013 – zawody lekkoatletyczne w chodzie sportowym, które odbyły się 1 czerwca w hiszpańskim mieście A Coruña. Impreza była kolejną w cyklu IAAF Race Walking Challenge w sezonie 2013.

## Rezultaty

### Mężczyźni
| Konkurencja:  | 1. miejsce    | Rezultat | 2. miejsce  | Rezultat | 3. miejsce          | Rezultat |
| Chód na 20 km | Jared Tallent | 1:21:21  | João Vieira | 1:21:45  | Luis Fernando López | 1:21:51  |

### Kobiety
| Konkurencja:  | 1. miejsce     | Rezultat | 2. miejsce   | Rezultat | 3. miejsce      | Rezultat |
| Chód na 20 km | Inês Henriques | 1:29:30  | Julia Takács | 1:29:47  | Raquel González | 1:30:11  |